# 푸지

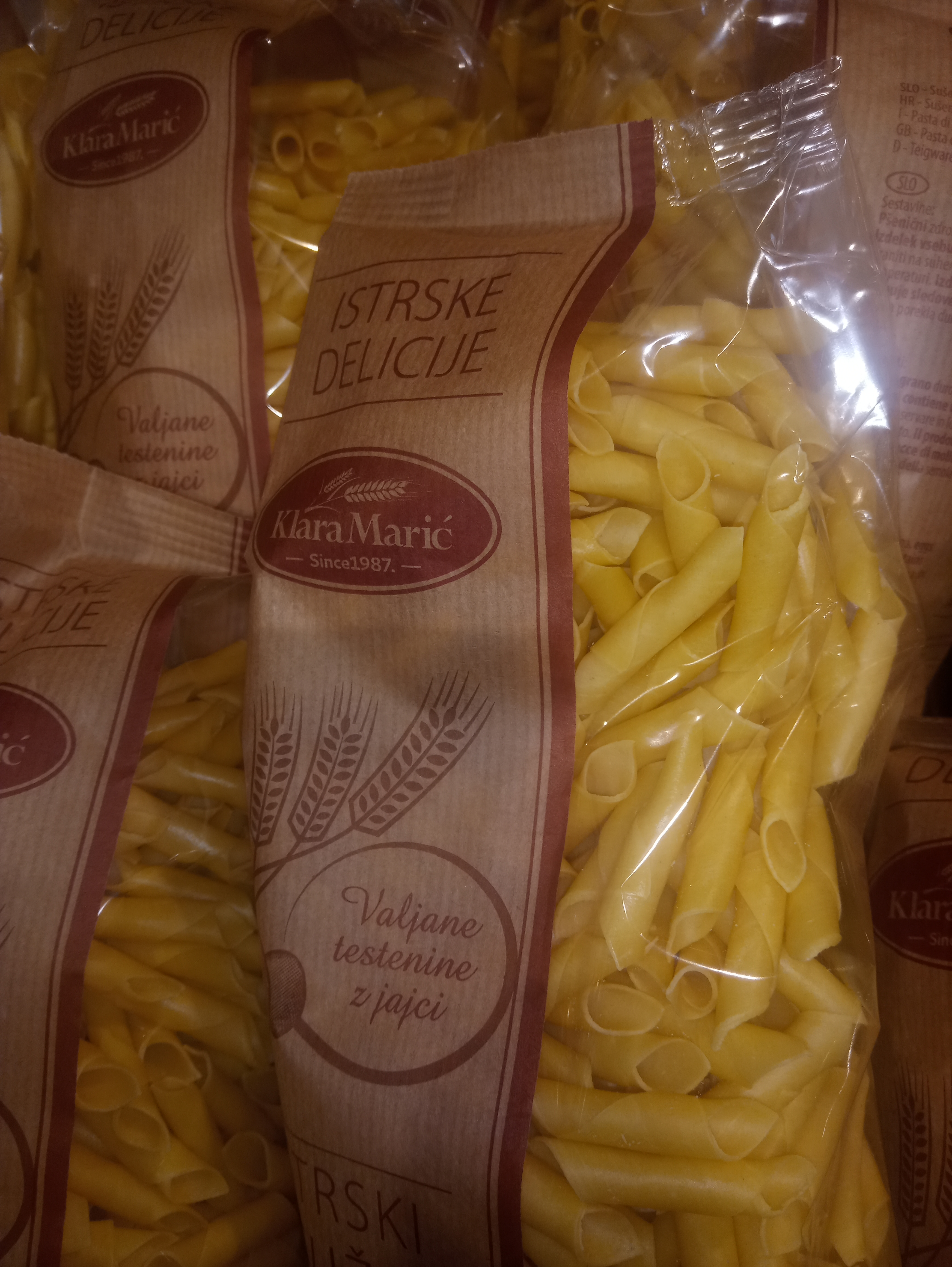

푸지(Fuži)는 이스트라반도에서 유래한 파스타이다. 파스타 도우는 얇게 반죽하여 동그랗게 말며 3~4 cm정도의 크기로 자른다. 자를 때에는 대각선으로 자르며 다이아몬드 형태가 된다. 다이아몬드 형태의 반죽을 두 개씩 접어서 서로 만나게 하여 붙인다. 그렇게 되면 푸지는 활처럼 펼쳐지는 모양을 띠게 된다. 보통 송아지고기로 요리한 소스에 양파, 토마토 소스, 백포도주를 넣고 끓이기 때문에 연한 빨간색을 띠게 된다.

## 같이 보기
- 크로아티아 요리